# Cadeau de Noël
Pour les articles homonymes, voir Cadeau (homonymie), Noël et Le Cadeau de Noël.
Pour l'album de Michel Delpech, voir Cadeau de Noël (album de Michel Delpech).

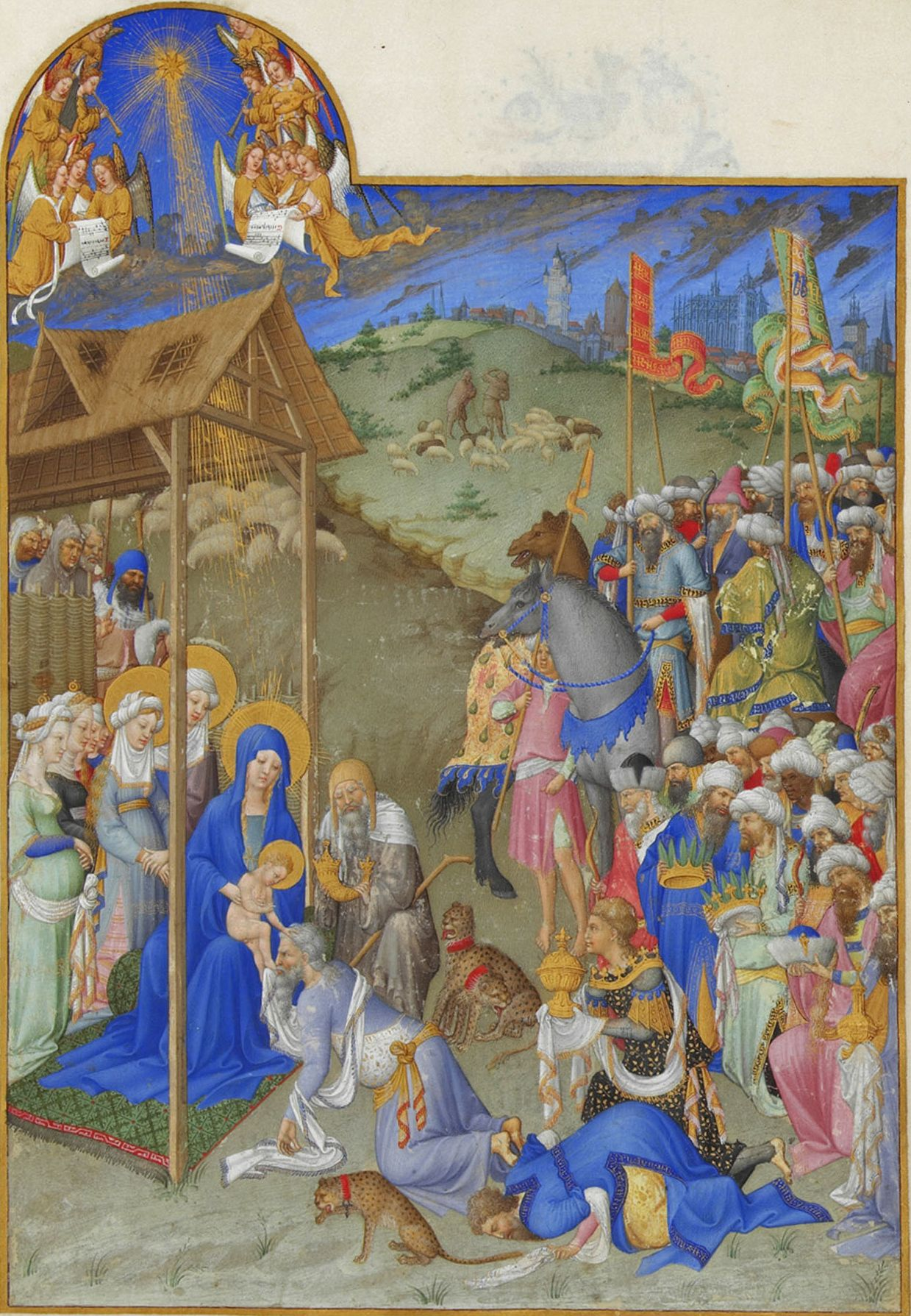
L'Adoration des rois mages, extrait des Très Riches Heures du duc de Berry, XVe siècle.

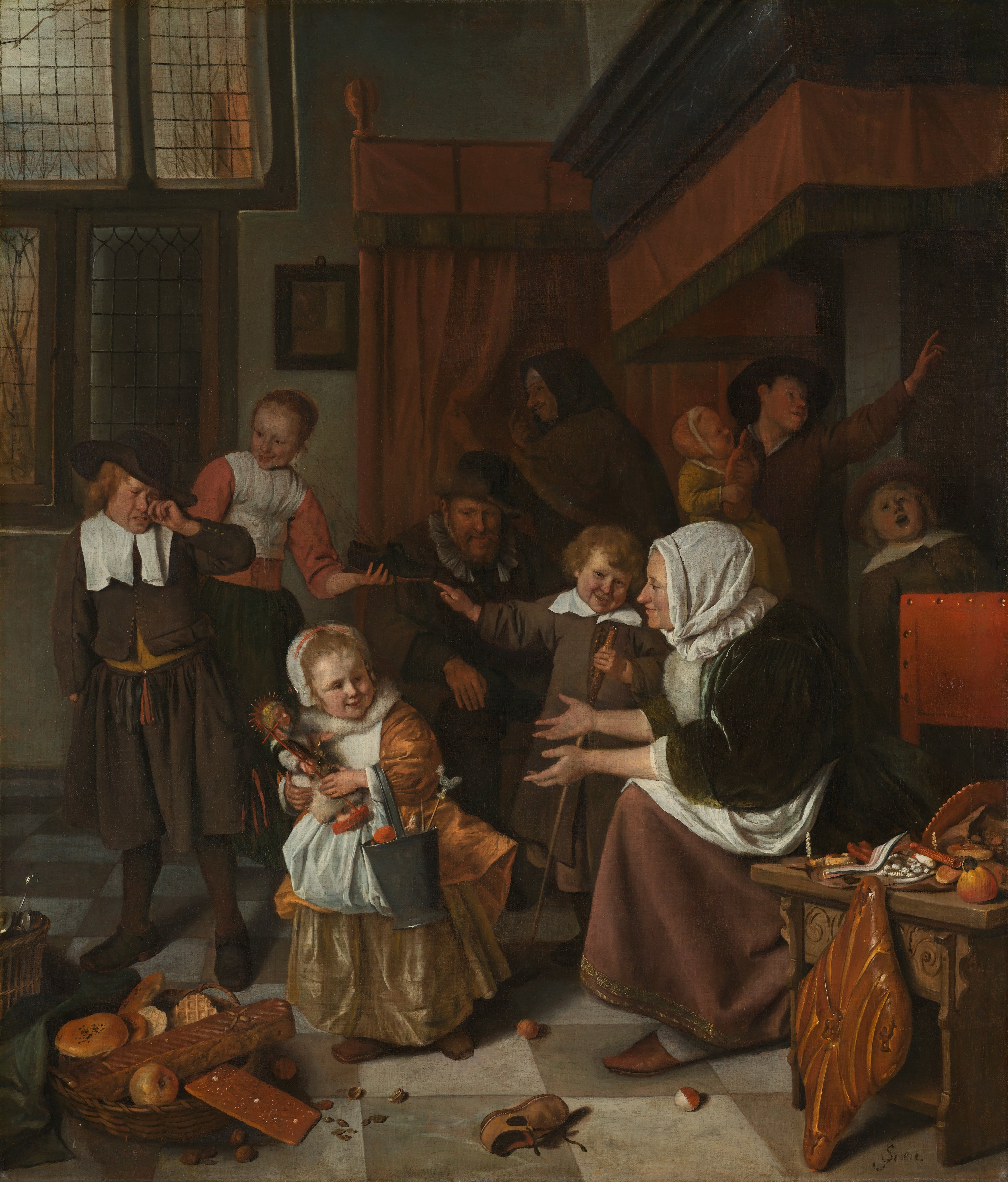
Cadeaux lors de la fête de Saint Nicolas, tableau de Jan Steen, 1665-1668.

Il est de tradition d'offrir un cadeau pour la fête de Noël, généralement aux enfants et à la famille proche. Ces présents s'offrent selon la tradition, le 24 décembre au soir ou le 25 décembre au matin.
Cette tradition d'offrir des cadeaux pour Noël ou pour le Nouvel An remonte au XVIIe siècle dans le monde chrétien, les cadeaux étant essentiellement réservés aux enfants de notables et de souverains à cette époque. Il était cependant plus fréquent d'offrir des étrennes aux enfants des familles bourgeoises et aristocratiques, le transfert de cette pratique du début du mois de janvier au 25 décembre s'affirmant au XIXe siècle avec la transformation de la fête de Noël en célébration familiale. Cette coutume des cadeaux est largement reprise en dehors de tout contexte religieux.
Aujourd'hui[Quand ?] la réalité commerciale a transformé le cadeau de Noël en fondement économique majeur du commerce pendant les deux mois qui précèdent Noël.

## Histoire
Les cadeaux de fin d'année remontent aux étrennes de la royauté romaine dans l'Antiquité. L’étrenne vient du mot latin strenae, en lien avec la déesse de la santé Strena, fêtée le premier jour de l'année,.
Les cadeaux à l'attention des enfants remontent plus spécialement aux fêtes liturgiques chrétiennes du Moyen Âge, en particulier la Nativité.

## Justification des cadeaux

### Vision chrétienne
L'échange des cadeaux reproduit la présentation des offrandes des bergers et des mages à l'enfant Jésus. Selon une lecture plus théologique, ils rappellent aux chrétiens qu'à Noël, « Dieu s'est donné lui-même à nous ».

### Vision sociologique
La sécularisation de la société n'a pas fait baisser l'intérêt pour l'échange des cadeaux. Pour l'anthropologue Gérald Berthoud, 

« La période de Noël, qui est très chargée cérémoniellement, possède une certaine intensité rituelle. Même si nous vivons fondamentalement dans une société marchande, il y a dans cet échange de cadeaux quelque chose qui est de l'ordre du don et qui est universel dans son principe: ils créent, maintiennent et consolident des liens; ils constituent en quelque sorte une matrice du social. »

## Traditions

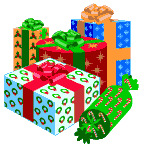
Exemples d'emballages

Les cadeaux de Noël sont généralement enveloppés dans du papier cadeau brillant ou de couleur vive, souvent entouré d'un ruban lui-même coloré. Ils sont offerts à des moments variables selon les pays, principalement à Noël, au Nouvel An ou à la Saint-Nicolas.
Les parents font croire aux jeunes enfants que les cadeaux sont apportés par un personnage extérieur, essentiellement le Père Noël, un personnage fictif popularisé aux États-Unis.
Certaines traditions insistent sur la notion de récompense : le don de cadeaux serait ainsi soumis à la condition, pour l'enfant, d'avoir été sage durant l'année écoulée.

### En France

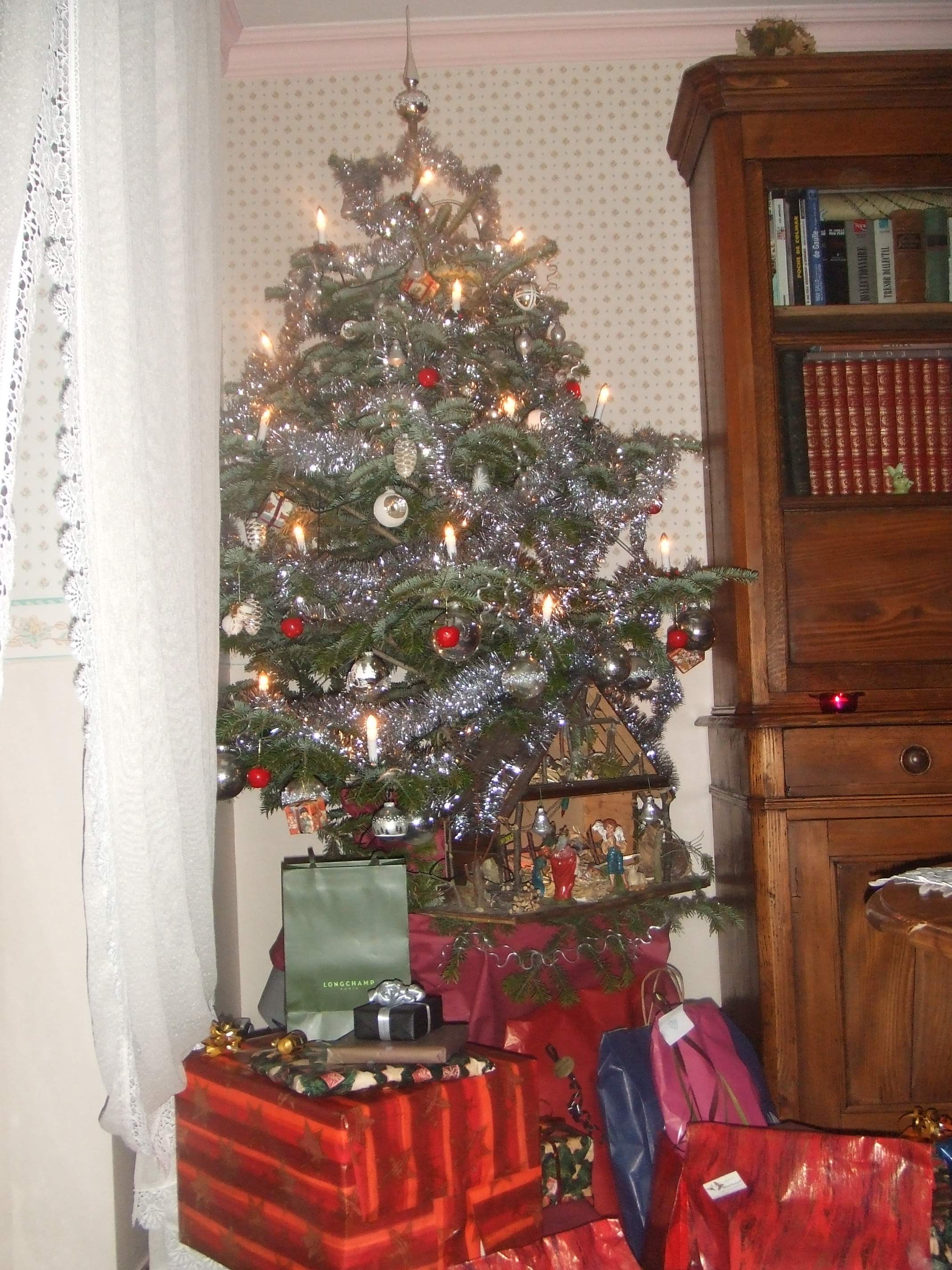
Cadeaux et crèche sous un sapin de Noël dans le Bas-Rhin.

La veille de Noël, les enfants déposent un soulier ou une paire de souliers au pied du sapin. Le cadeau est généralement alimentaire (pomme, orange, pipe en sucre) avant l'apparition de la société de consommation et des grands magasins au XIXe siècle. Dans les familles catholiques, les cadeaux sont apportés par l'Enfant Jésus. Mais depuis le XXe siècle dans la majorité des foyers, et par appropriation de la coutume américaine, la légende contée aux enfants veut que ce soit le Père Noël qui livre les cadeaux ; il passe par la cheminée et laisse les cadeaux là où sont posés les souliers (en France) des habitants de la maison pendant leur sommeil. Cette livraison aurait lieu dans la nuit précédant le jour de Noël après le réveillon de Noël. Il est conseillé d'écrire une lettre au Père Noël pour lui indiquer ses souhaits avant le jour de Noël.

### Dans les pays anglo-saxons
La veille de Noël, les enfants accrochent des chaussettes sur le bord de la cheminée (souvent des chaussettes factices, rouges et très larges). Santa Claus (le Père Noël) se charge de distribuer les cadeaux la nuit de Noël.  Il est fréquent que les enfants lui écrivent une lettre précisant les cadeaux qu'ils souhaitent.
Il est recommandé aux enfants de laisser quelques biscuits et un verre de lait près de la cheminée pour qu'il puisse reprendre des forces avant de poursuivre sa distribution de cadeaux.

### En Espagne
Les cadeaux sont distribués le 6 janvier, fête de l'Épiphanie, en souvenir des présents faits par les rois mages à l'Enfant-Jésus.

### En Italie
Les enfants reçoivent des petits cadeaux notamment par Sainte Lucie, le 13 décembre. Dans la ville de Trieste c'est Saint Nicolas qui leur offre des cadeaux le 6 décembre. Il s'agit de petits jouets ou de bonbons, rien de plus.
Le jour de Noël, c'est le Père Noël (Babbo Natale) qui passe chez eux avec des cadeaux riches. On termine avec la fée Befana (déformation du mot "Epiphanie") qui distribue le 6 janvier des bonbons aux enfants sages et du charbon à ceux qui ne l'ont pas été.

### En Allemagne

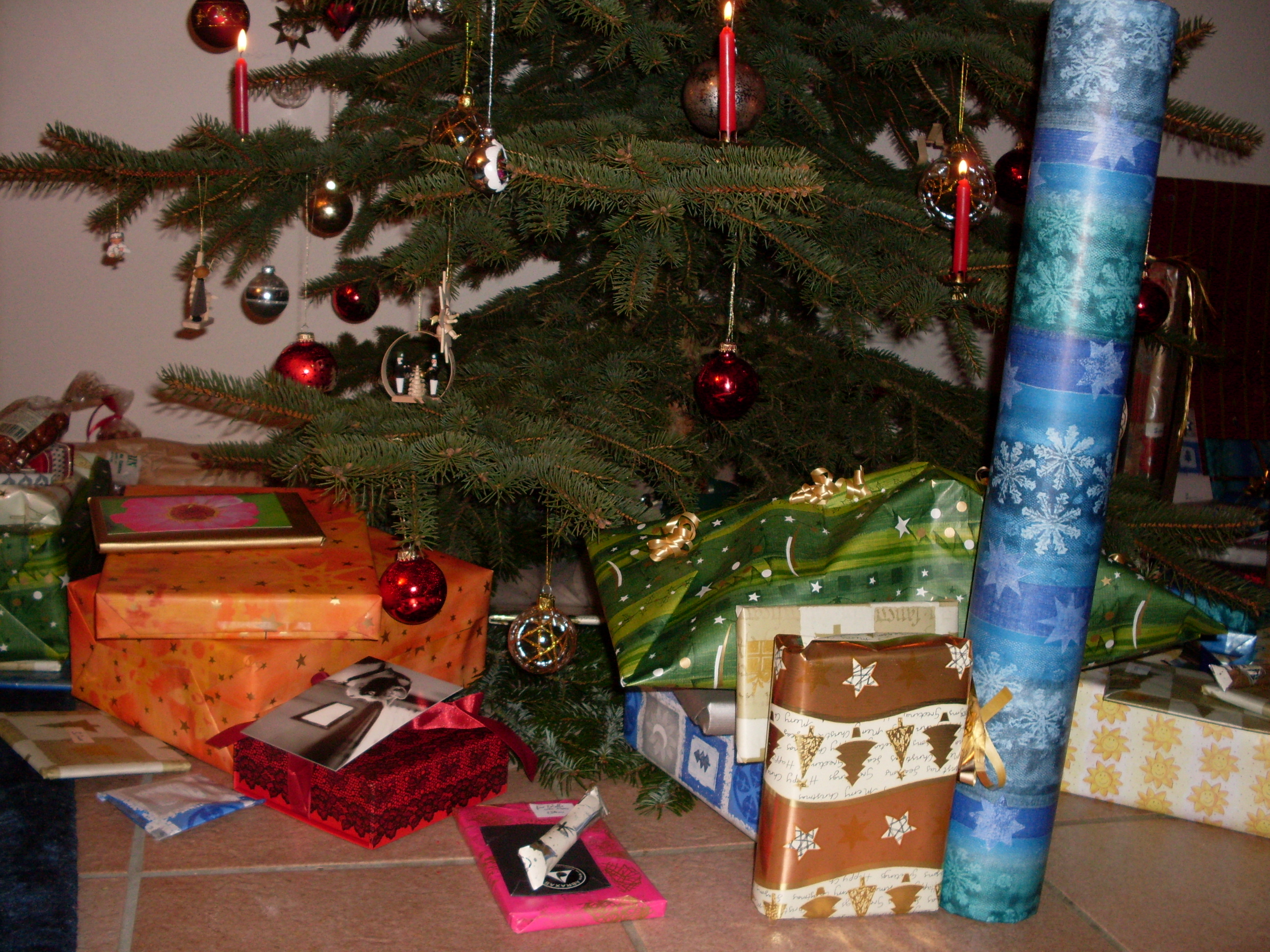
Cadeaux sous un sapin de Noël en Allemagne

C'est le 6 décembre que saint Nicolas apporte des sucreries, des pommes, des mandarines et des noix aux enfants. Normalement, Saint-Nicolas met les sucreries dans des bottes ou des chaussettes que les enfants ont mises devant la porte de leur maison. Cette tradition est également vivante en Autriche, en Suisse, aux Pays-Bas, en Belgique, dans le Nord de la France et en Lorraine. S'il récompense toujours les enfants, il est parfois accompagné d'un personnage effrayant (par ex. le Père Fouettard (Hans Trapp), en Alsace, chargé de châtier les enfants qui n'ont pas été sages. Saint Nicolas a un livre d'or dans lequel sont notés tous les petits péchés, mais aussi les vertus des enfants. Saint-Nicolas se fait parfois aider par Knecht Ruprecht (chevalier Ruprecht), qui le remplace même en pays protestant (qui ne reconnaît pas les saints !). Il arrive aussi (en Saxe) que Knecht Ruprecht soit chargé de punir les enfants. 
Le soir du 24 décembre, quand les enfants ont pour la première fois le droit d'admirer le sapin décoré, ils voient au pied de ce sapin les cadeaux.  Ces cadeaux ont été apportés subrepticement par le Christkind (l'enfant Jésus).  Avant d'avoir le droit d'ouvrir les paquets, la famille chante Stille Nacht, Alle Jahre wieder ou d'autres chants de Noël.  Dans beaucoup de maisons, un membre de la famille lit dans la bible l'histoire de la naissance de Jésus.  Le soir du 24, souvent vers minuit, les catholiques vont à la Christmette (messe de Noël).  À la fin de la Christmette, on éteint toutes les lumières dans l'église, sauf les cierges et les bougies du sapin de Noël, et tout le monde chante Stille Nacht, heilige Nacht.

### Pays de tradition orthodoxe

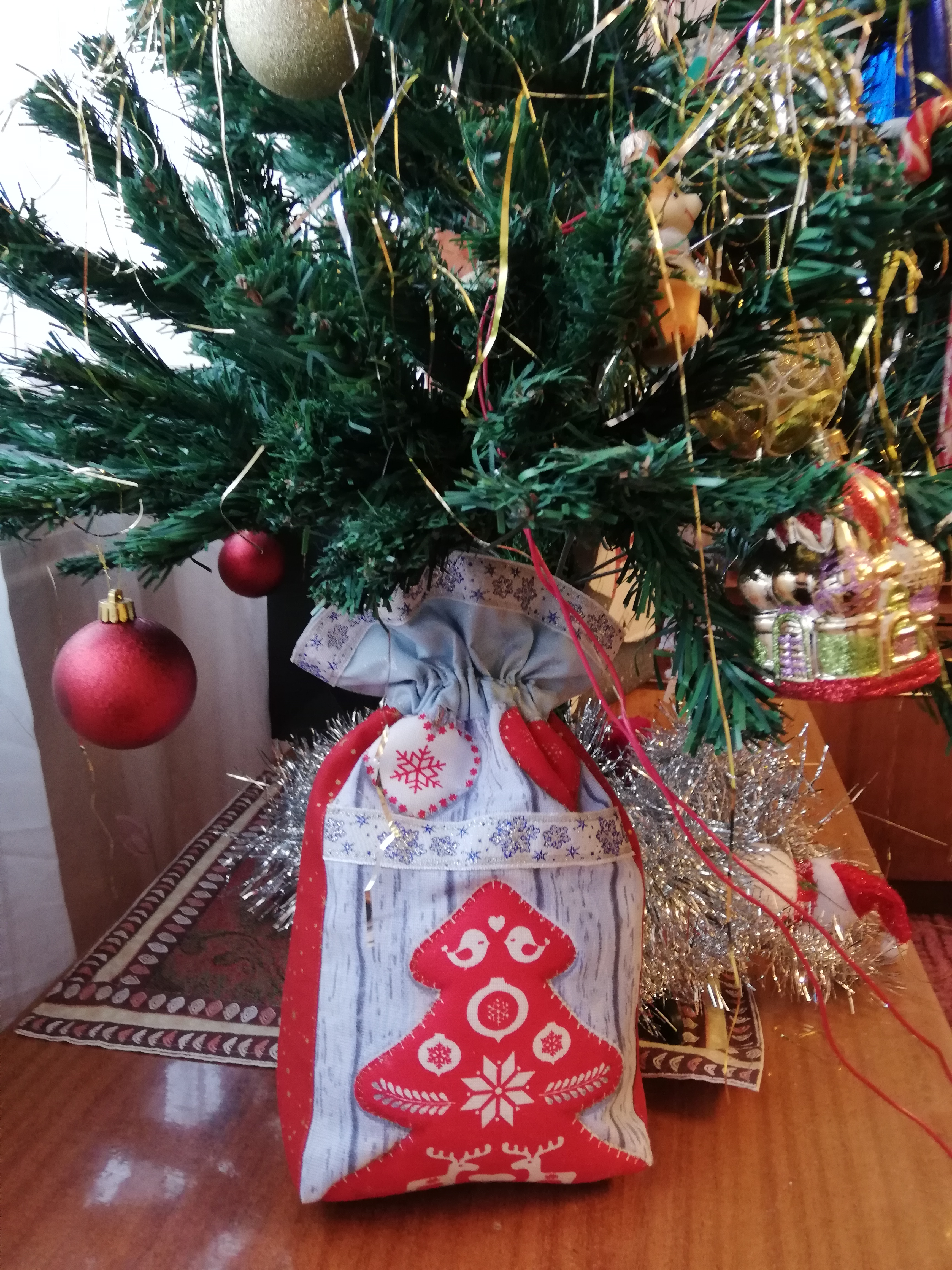
Cadeau emballé dans un sac sous un sapin de Noël, et laissé là en tant que décoration jusqu'au Nouvel An, en Russie.

En Grèce, les cadeaux sont échangés le 1er janvier en souvenir de l'évêque Basile de Césarée, fêté ce jour-là.
Dans les ex-pays de l'Est orthodoxes sous gouvernement communiste (notamment Russie et Ukraine), le Père Gel a remplacé le Père Noël, et les cadeaux s'échangent à l'occasion du Nouvel An.

### Au Québec
Au Québec, les cadeaux de Noël sont habituellement placés sous un sapin de Noël que l'on place dans son salon. Certains préfèrent choisir un vrai sapin (naturel), alors que d'autres utilisent un sapin artificiel (réutilisable d'année en année). Les membres de la famille déposent leurs cadeaux de Noël sous le sapin, parfois tout au long du mois de décembre, en prévoyance de l'ouverture de ceux-ci en famille le 24 décembre au soir. Certains placent les cadeaux au pied du sapin la nuit du Réveillon de Noël, d'autres attendent le matin du 25, en racontant aux enfants, que le Père Noël est passé pendant la nuit. Les parents ont parfois la coutume d'encourager les enfants à laisser un verre de lait et des biscuits pour le Père Noël.

### EnAmérique latine
La tradition nord-américaine du Père Noël est largement utilisée. Celui-ci s'appelle alors Papá Noel en espagnol, ou Papai Noel en portugais (au Brésil).
Une évolution actuelle dans plusieurs pays d'Amérique latine, Venezuela par exemple, dit que le Père Noël fabrique les jouets puis qu'il les donne à l'Enfant-Jésus (el Niño Dios)qui fait la distribution dans les maisons. Cette histoire est une tentative pour réconcilier les deux traditions (catholique et profane) dans un monde où l'iconographie du Père Noël est omniprésente.

### En Asie
La tradition de faire des cadeaux pour Noël est présente dans divers pays, notamment chez ceux qui ont adopté des coutumes occidentales (Japon, Corée du Sud) ou les pays où l'on trouve d'importantes communautés chrétiennes (Philippines, Timor oriental).

## Impacts sociaux et économiques

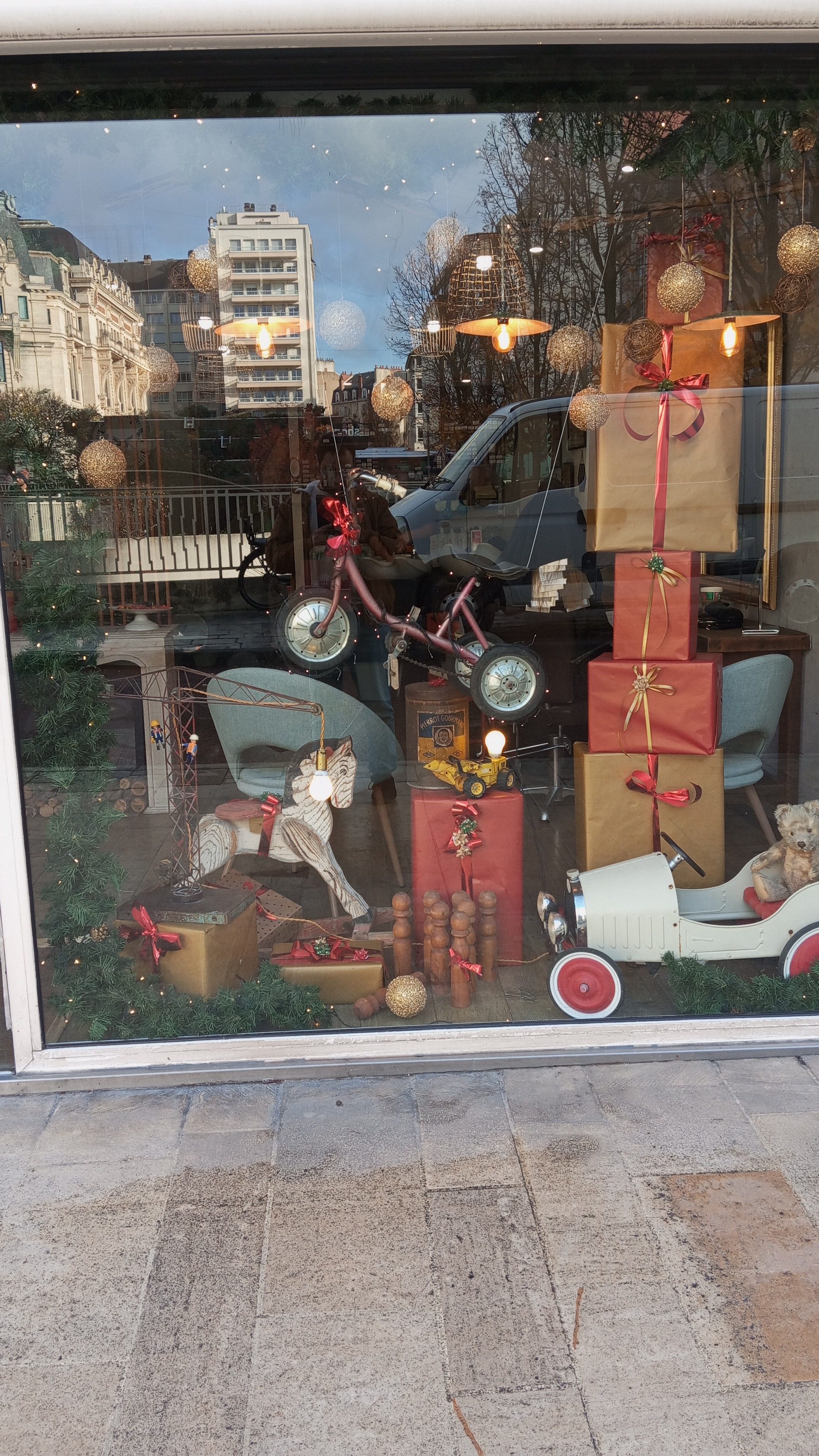
Vitrine de Noël incorporant des cadeaux factices comme décorations, à Dijon en 2024

Noël devient une fête consumériste avec l'apparition des grands magasins au milieu du XIXe siècle, comme Macy's à New York ou la Samaritaine en France. Ils allient des prix fixes et affichés, une marge faible compensée par un volume d'affaires important et une offre qui se renouvelle régulièrement, notamment à Noël.
L'essentiel des ventes de jouets est fait à Noël.

## Usage décoratif

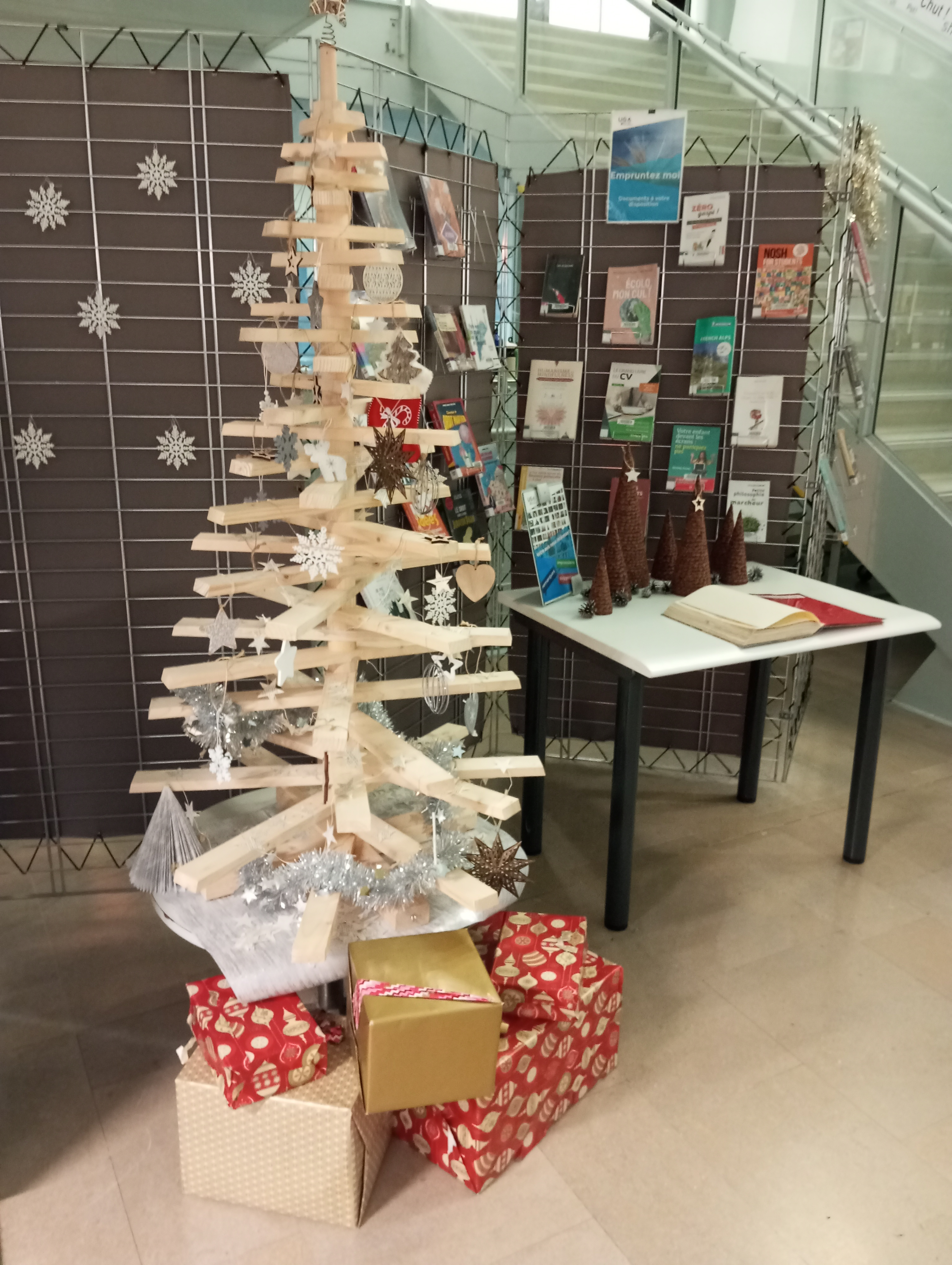
Cadeaux de Noël factices de décoration sous un arbre de Noël, dans une bibliothèque de l'Université Grenoble-Alpes

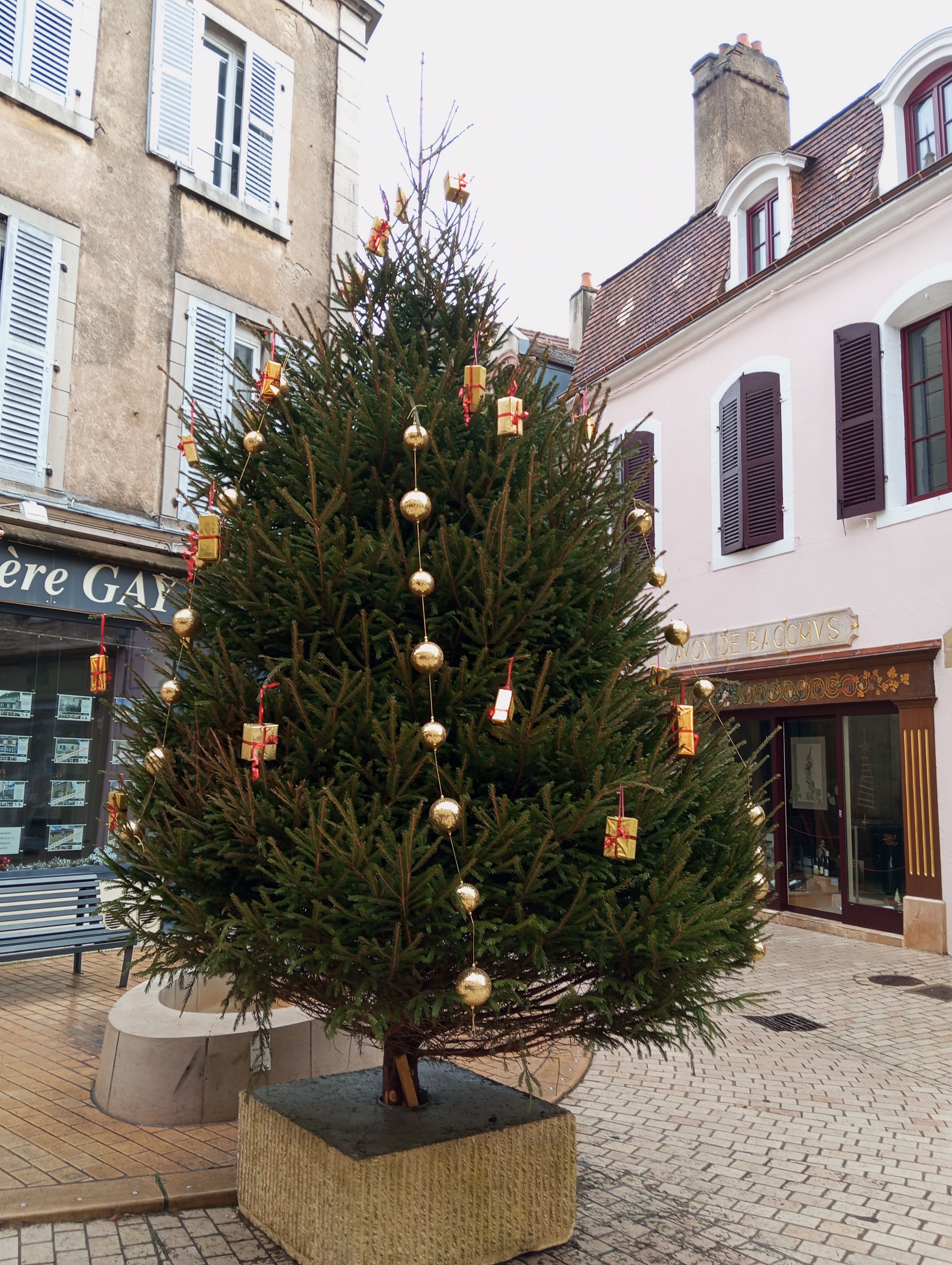
Sapin de Noël dans une rue de Nuits-Saint-Georges, arborant des cadeaux factices en tant que boules de Noël.

Du fait d'être intrinsèquement lié à Noël, d'en être un des symboles, et de leurs couleurs souvent vives, les cadeaux de Noël sont souvent partie prenante des décorations de cette fête. Il existe des cadeaux factices dont le seul but est d'être utilisé comme décorations de Noël. De même, il existe des décorations lumineuses et des boules de Noël imitant les paquets cadeaux. En outre, en décembre, certaines marquent vendent une partie de leurs produits en petits formats, enfermés dans des boules de Noël (sphériques ou cubiques pour ressembler à des cadeaux traditionnels) de manière à pouvoir les suspendre comme décorations en attendant de les offrir.